# Atari 5200
O Atari 5200 foi um console de videojogos lançado pela Atari em 1982 para substituir o Atari 2600, que teve como principais competidores o Intellivision (fabricado pela Mattel) e o Colecovision (fabricado pela COLECO). Devido a pequenos problemas com seu controle e a crise que a indústria dos games passou, o produto teve um sucesso comercial moderado.
A arquitetura do sistema é quase idêntica à dos computadores de 8 bits da Atari, embora o software não seja diretamente compatível entre eles. Os controles do 5200 têm um joystick analógico e um teclado numérico, além de botões de iniciar, pausar e resetar. O joystick de 360 graus, que não retorna automaticamente ao centro, foi promovido como oferecendo mais controle do que o joystick de oito direções Atari CX40 do 2600, mas foi alvo de críticas.
Em 21 de maio de 1984, durante uma coletiva de imprensa na qual o Atari 7800 foi apresentado, executivos da empresa revelaram que o 5200 havia sido descontinuado após menos de dois anos no mercado. As vendas totais do sistema foram relatadas como superiores a 1 milhão de unidades, muito abaixo das vendas de seu predecessor, que superaram 30 milhões.

## Os jogos

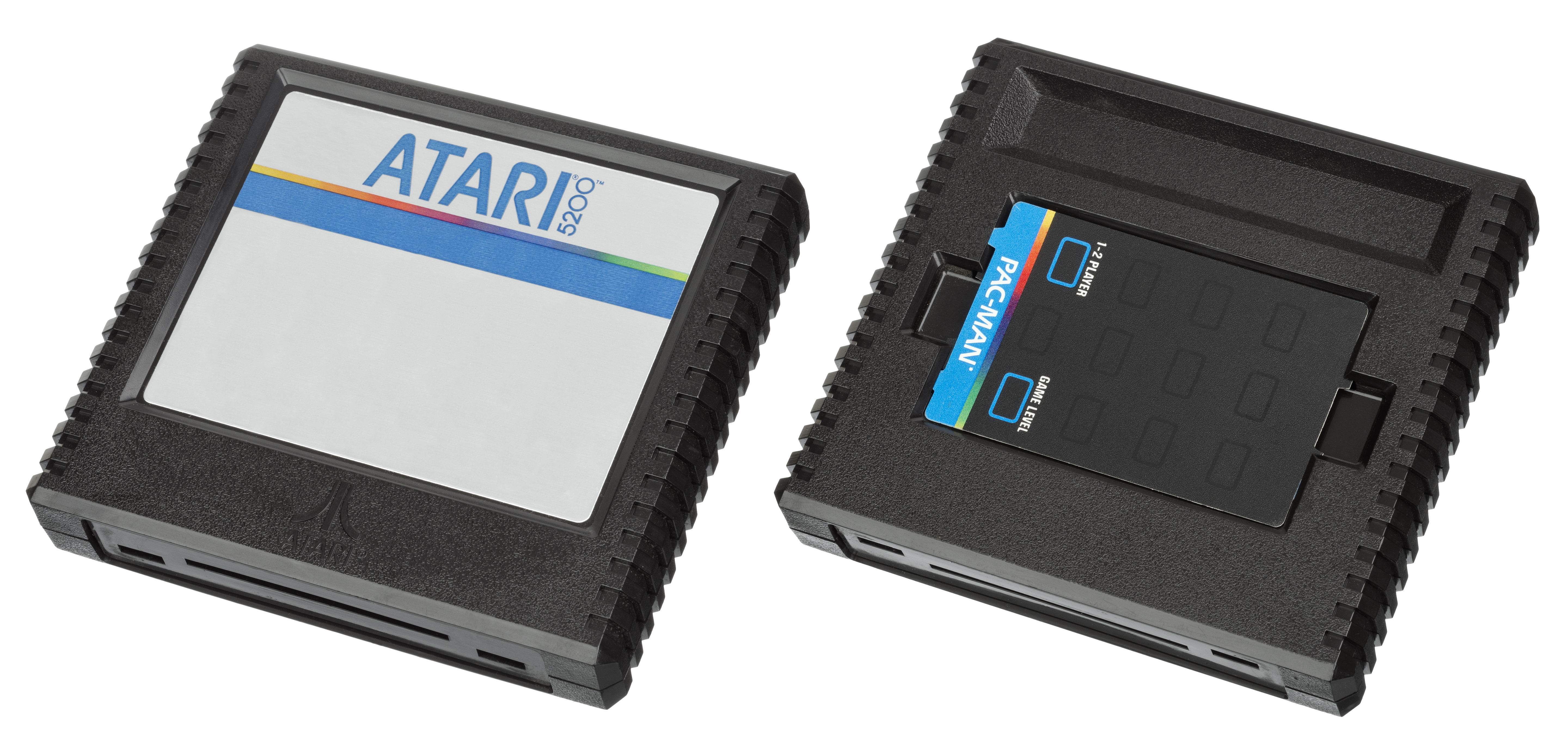
Cartucho do Atari 5200

Foram lançados vários clássicos para o Atari 5200, porém a maioria deles eram apenas jogos do antigo Atari 2600 convertidos para a plataforma do Atari 5200 e não fizeram muito sucesso. A empresa explorou muito pouco do potencial do seu console e os jogos do Atari 5200 nunca exploraram totalmente suas capacidades de áudio e gráficos. O Atari 5200 é superior até mesmo ao Atari 7800 (lançado em 1986) em termos de áudio, graças ao chip Pokey.

## O controle

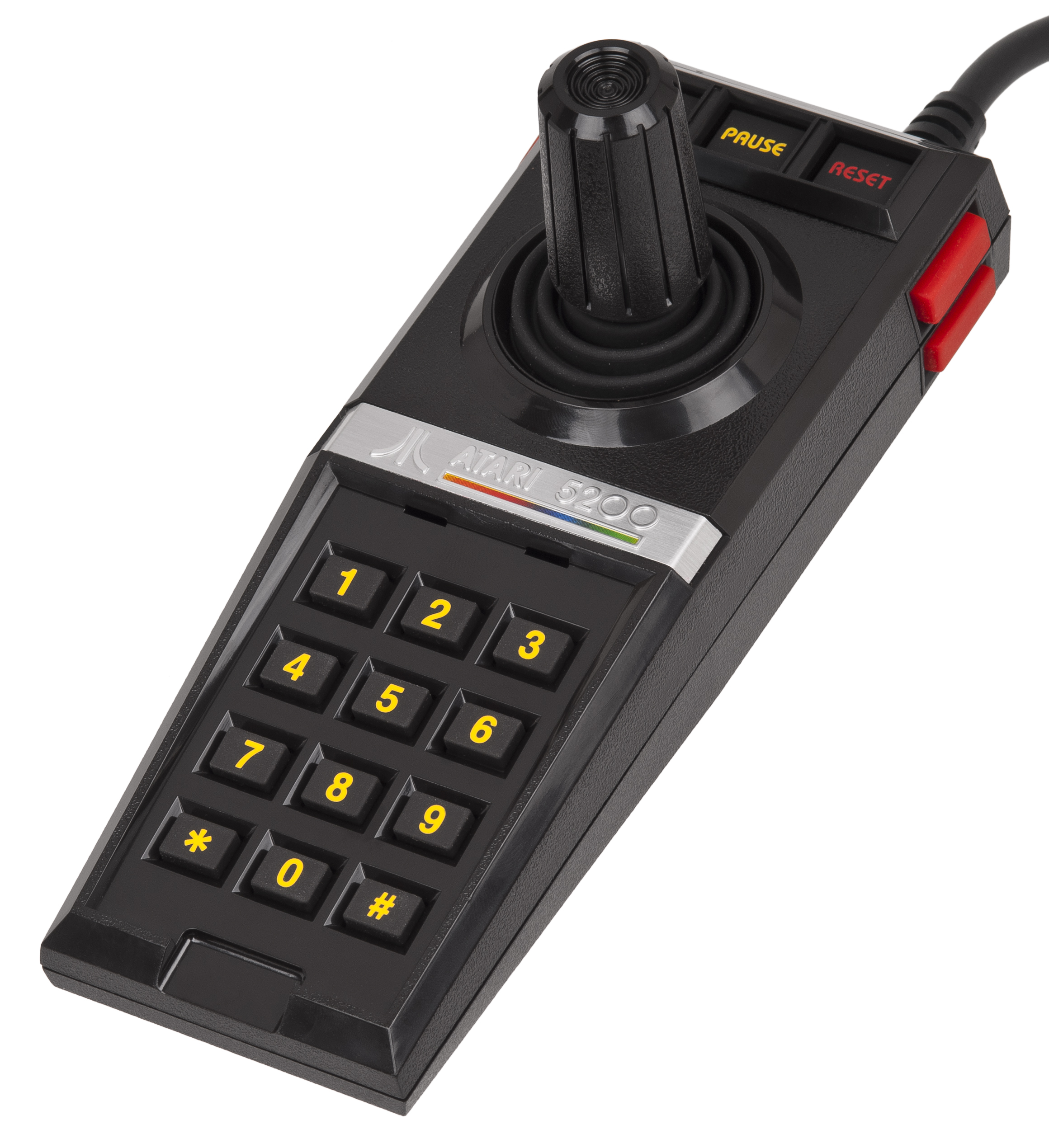
O controle do Atari 5200.

O joystick do 5200 possuía os 12 botões numéricos (0-9, * e #), além dos dois botões de ação em cada lado do controle. Porém a inovadora alavanca analógica, o joystick, não funcionava direito, e o material mesmo sendo de alta qualidade, apresentava falhas de funcionamento.
O design do joystick analógico, que usava uma bota de borracha fraca em vez de molas para centralização, revelou-se desajeitado e pouco confiável. Eles rapidamente se tornaram o "calcanhar de aquiles" do sistema devido à combinação de um design mecânico excessivamente complexo e um sistema interno de circuito flexível de baixo custo. Outro grande defeito dos controles era que o design não gerava uma aceleração linear do centro através do arco de movimento do joystick. No entanto, os controles incluíam um botão de pausa, algo único na época. Vários joysticks de substituição de terceiros também foram lançados, incluindo os fabricados pela Wico.
A Atari Inc. lançou o controle Pro-Line Trak-Ball, usado em jogos como Centipede e Missile Command. Um controle de paddle e uma versão atualizada do controle original com auto-centralização também estavam em desenvolvimento, mas nunca foram lançados no mercado.
Os jogos vinham com sobreposições de cartão plástico que se encaixavam sobre o teclado numérico, indicando quais funções do jogo, como mudar a visão ou a velocidade do veículo, eram atribuídas a cada tecla.
O controle principal foi classificado como o 10º pior controle de videogame pelo editor Craig Harris da IGN. Um editor da Next Generation afirmou que seus joysticks sem centralização "tornavam muitos jogos quase impossíveis de jogar".

## Recepção
O Atari 5200 não teve um bom desempenho comercial em comparação ao seu predecessor, o Atari 2600. Embora tenha sido promovido como tendo gráficos superiores ao 2600 e ao Intellivision da Mattel, o sistema era inicialmente incompatível com a extensa biblioteca de jogos do 2600. Alguns analistas de mercado especularam que isso prejudicou suas vendas, especialmente porque um adaptador de cartuchos do Atari 2600 já havia sido lançado para o Intellivision II. (Um modelo revisado de duas portas foi lançado em 1983, juntamente com um adaptador que permitia aos jogadores jogar todos os jogos do 2600.)
Essa falta de novos jogos foi em parte causada pela falta de financiamento, com a Atari continuando a desenvolver a maioria de seus jogos para o já saturado mercado do 2600. Muitos dos jogos do 5200 pareciam apenas versões atualizadas dos títulos do 2600, o que não conseguiu animar os consumidores. Seu jogo incluído, Super Breakout, foi criticado por não demonstrar as capacidades do sistema adequadamente. Isso deu ao ColecoVision uma vantagem significativa, já que seu jogo incluído, Donkey Kong , oferecia uma experiência de arcade mais autêntica do que qualquer cartucho lançado anteriormente.
Em uma lista dos 25 melhores consoles de todos os tempos, a IGN afirmou que a principal razão para o fracasso de mercado do 5200 foi a superioridade tecnológica de seu concorrente, enquanto outras fontes afirmam que os dois consoles são aproximadamente equivalentes em poder.
O 5200 recebeu muitas críticas pelo design "desleixado" de seus controles analógicos não centralizados. Anderson descreveu os controles como "absolutamente atrozes".
David H. Ahl, da Creative Computing Video & Arcade Games, disse em 1983 que o "Atari 5200 é, ouso dizer, a resposta da Atari ao Intellivision, Colecovision e o Astrocade", descrevendo o console como uma versão "verdadeiramente de mercado de massa" dos computadores de 8 bits da Atari, apesar da incompatibilidade de software. Ele criticou o controle impreciso do joystick, mas mencionou que "é pelo menos tão bom quanto muitos outros controles", e se perguntou por que Super Breakout era o jogo incluído, já que não aproveitava os gráficos melhorados do 5200.

## Especificações técnicas

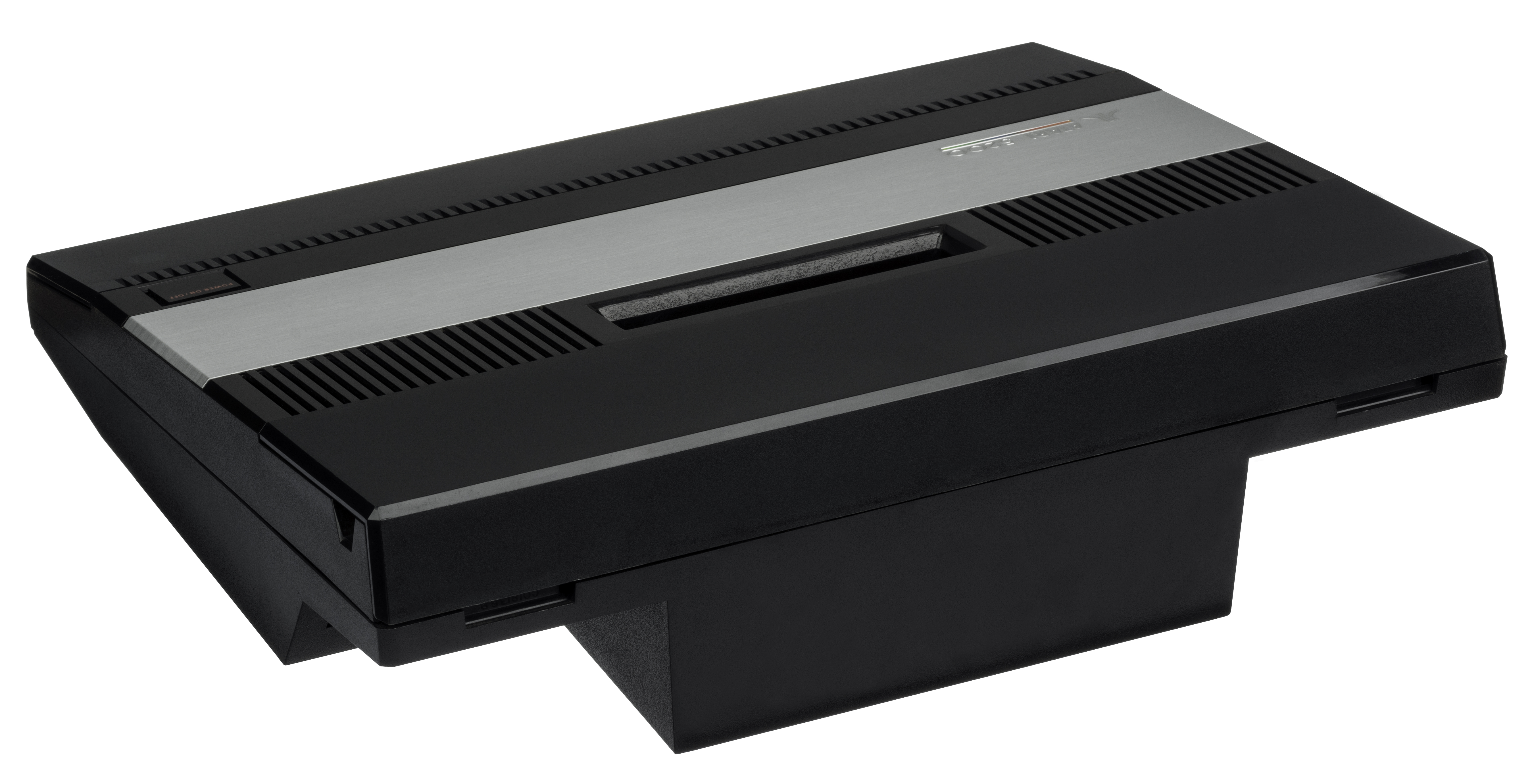
Parte de trás do Atari 5200.

- CPU - 6502C (8-bit, clock de 1,79 mhz), ANTIC
- Memória - RAM de 16KB, ROM de 32KB
- Gráficos - ANTIC e GTIA, resolução máxima de 390x192, 256 cores possíveis (16 simultâneas)
- Áudio - quatro canais pelo chip POKEY
- Mídia - cartuchos